# Sanne Keizer
Sanne Keizer (6 de fevereiro de 1985) é uma jogadora de vôlei de praia neerlandesa.

## Carreira
Em 2002 atuando com Arjanne Stevens obteve o vice-campeonato na edição do Campeonato Europeu Sub-18  Illichivsk, e também conquistaram a medalha de ouro no Campeonato Mundial Sub-19 realizado em Xylokastro, nos anos seguintes esteve ao lado de Merel Mooren, depois de 2005 a 2007 competia com Marrit Leenstra e de 2007-2008 atuou com Mered de Vries.
No ano de 2010 foi semifinalista no Campeonato Europeu em Berlim ao lado de  Marleen van Iersel e sagraram-se campeãs na edição do ano de 2012 em Haia.
Nos Jogos Olímpicos de Verão de 2012 ela representou  seu país ao lado de Marleen van Iersel, caindo nas oitavas-de-finais.com quem jogou até o ano de 2013.Em 2014 formou dupla com Sophie van Gestel, ficou inativa e retornou em 2017 ao lado de Madelein Meppelink.